# Тремно-пужни живац
Тремно-пужни или вестибулокохлеарни живац (лат. nervus vestibulocochlearis) је кранијални нерв, који је састављен из два корена (тремног и пужног). Они су раздвојени на периферном и централном крају, али им је заједничко стабло живца. Тремни корен преноси утиске равнотеже и оријентације у простуру, док пужни корен преноси звучне сигнале у централни нервни систем.

## Стабло живца
Почетак тремног корена се налази у биполарним ћелијама тремног ганглиона (лат. ganglion vestibulare), док пужни корен настаје у Кортијевом спиралном ганглиону (лат. ganglion spirale - Cortii) који је смештен у опнастом пужу унутрашњег уха. Одавде се пружају продужеци (аксони) нервних ћелија који граде одговарајуће корене, који се спајају на нивоу дна унутрашњег ушног канала. Даље се тремно-пужни живац пружа кроз овај канал заједно са фацијалним и посредним живцем, улази у мождано стабло у пределу постпонтинске јаме (на граници између моста и продужене мождине) и завршава се у одговарајућим једрима.

## Тремни корен
Тремни корен или живац (лат. radix seu nervus vestibularis) се након проласка кроз тремни ганглион дели у три гране: утрикулоампуларни, кесични и задњи ампуларни живац.
Утрикулоампуларни живац пролази кроз отворе на задње-горњем квадранту дна унутрашњег ушног канала и улази у трем унутрашњег уха где се дели на три гранчице: живац мешинице (лат. nervus utricularis) који инервише мрљу мешинице унутрашњег уха, предњи ампуларни (лат. nervus ampullaris anterior) и спољашњи ампуларни живац (лат. nervus ampullaris lateralis).
Кесични живац пролази кроз отворе на задње-доњем квадранту дна унутрашњег ушног канала и улази такође у трем унутрашњег уха где инервише мрљу кесице унутрашњег уха.
Задњи ампуларни живац пролази кроз посебан отвор и оживчава ампуларни гребен задње опнасте ампуле унутрашњег уха.

## Пужни корен
Пужни корен или живац пролази кроз отворе на предње-доњем квадранту дна унутрашњег ушног канала и путем уздужних канала стожера (модиолуса) доспева до Кортијевог спиралног ганглиона. После проласка кроз њега, влакна иду до Кортијевог спиралног органа (лат. organum spirale), који је оспособљен за примање звучних утисака.